# Guillaume Ier (roi des Mosquitos)
Pour les articles homonymes, voir Guillaume Ier.
Guillaume Ier de Mosquitia, connu également sous le nom de William Henry, né le 12 février 1833 à Bluefields et mort le 5 mai 1879 dans la même ville, fut le dixième roi de la côte des Mosquitos  et le second à régner sous l'occupation des armées du Nicaragua, de 1865 à sa mort.

## Biographie

### Famille
Né sous le règne de son grand-père, le roi Robert Charles Frédéric, il est le fils aîné du prince héritier George Frédéric (futur George IV) et de son épouse la princesse Victoria Clarence. Cousins, ses parents sont tous deux les petits-enfants de George III, premier roi des Mosquitos
Très jeune, son père l'envoi faire ses études à Kingston, en Jamaïque.

### Règne

#### La succession
En 1865, après la mort de son père, il accède au trône sous le nom de Guillaume Ier. Dès son arrivée au pouvoir, il est confronté à une situation politique instable depuis l'occupation du royaume par les armées du Nicaragua, légalisé par le traité de Managua, en 1860.
Il a été couronné le 23 mai 1866, à Bluefields, la capitale, devenant le premier roi non couronné à Belize. Au départ, le gouvernement nicaraguayen a refusé de le reconnaître, mais ce dernier a été contraint d'après les conditions exposés dans le traité de Managua qui stipule que les mosquitos ont le droit à un territoire autonome, dirigé par le roi.

#### Relations extérieures

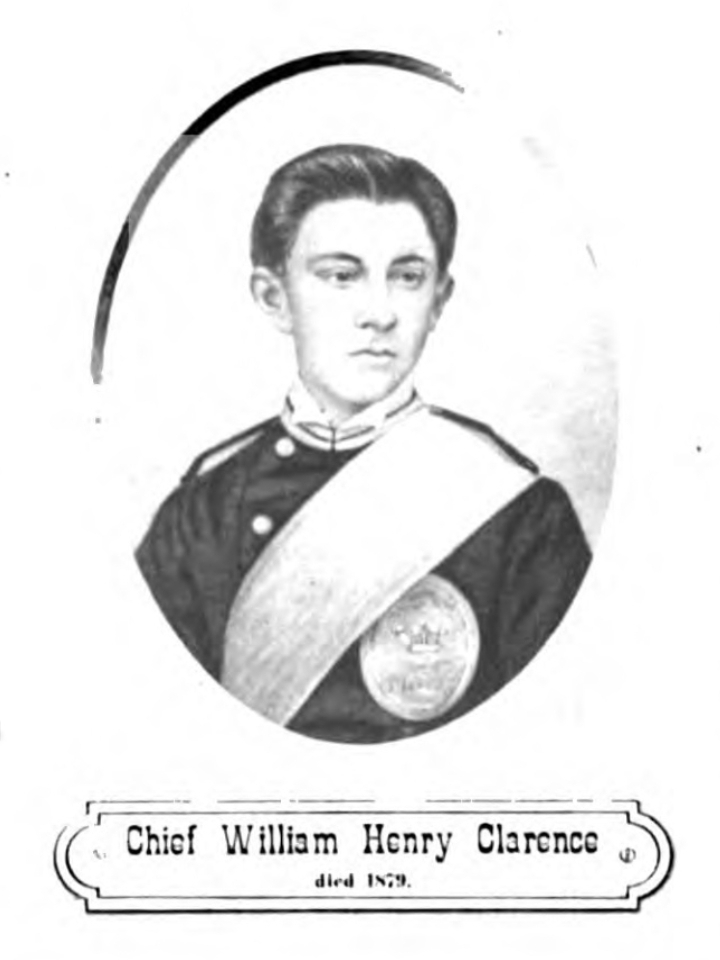
Portrait du roi Guillaume.

En 1870, il a cessé de payer la subvention à laquelle il s'était engagé dans le traité de Managua. Des tensions ont alors éclaté entre le gouvernement nicaraguayen et le royaume.
En 1877, il se plaint auprès du gouvernement anglais du traitement qu'il a reçu de la part des occupants nicaraguayens.  Pour régler les différends dans l'interprétation du traité de Managua, le Nicaragua et l'Angleterre ont décidé de soumettre l'affaire à l'empereur d'Autriche, François-Joseph. La sentence rendue le 2 juin 1881 indique que la souveraineté du Nicaragua est limitée par l’autonomie reconnue aux Mosquitos et à la famille Clarence, qui ont également le droit d’exploiter des produits naturels.
Dans un mémorandum adressé à son représentant à Londres, le secrétaire d'État des États-Unis a rejeté la décision des États-Unis : "Dans l'accord d'arbitrage, le gouvernement des États-Unis n'était pas partie et n'était pas lié par la décision de l'arbitre et ne s'engage nullement à admettre le droit de la Grande-Bretagne d'intervenir dans les différends entre la République du Nicaragua et le Royaume des Mosquitos."

### Mort et succession
Le roi meurt le 5 mai 1879, d'alcoolisme à l'âge de 46 ans, sans descendance. Son décès entraîne immédiatement une crise de succession, puisque son frère cadet et héritier présomptif, Jonathan Charles Frédéric, très impopulaire auprès de la classe dirigeante, est écarté du trône et contraint à un exil forcé par son cousin, le prince George William Albert Hendy, qui s’empare du pouvoir et se fait proclamer roi de la côte des Mosquitos. 